# Буянки (Черниговская область)
Буянки (укр. Буянки) — село в Репкинском районе Черниговской области Украины. Население 321 человек. Занимает площадь 1,39 км². Расположено на берегу реки Дулипа.
Код КОАТУУ: 7424481202. Почтовый индекс: 15070. Телефонный код: +380 4641.

## Власть
Орган местного самоуправления — Вишневский сельский совет. Почтовый адрес: 15070, Черниговская обл., Репкинский р-н, с. Вишнёвое, ул. Пушкина, 2а. Тел.: +380 (4641) 4-81-42; факс: 4-81-42.

## История
Первое упоминание встречается в «Памяти» 1527 года. В XIX столетии село Буянки было в составе Репкинской волости Городнянского уезда Черниговской губернии. В селе в 1887—1888 годы была построена Михайловская церковь. Священнослужители Михайловской церкви:
- 1739—1740 — священник Яков Александрович Пекалецкий